# Серапили
Серапили (лат. Serapilli) је назив за племе које помиње Плиније Старији у својој Incolae Alpium multi populi, sed inlustres a Pola ad Tergestis regionem Fecusses, Subocrini, Catali, Menocaleni, iuxtaque quondam Taurisci appelati, nunc Norici и које се броји у Келте.
По Плинију, Серапили су живели у Подрављу односно у Панонији недалеко од границе к Норику. Западно од њих живела су племена Серети (Serretes) и Таурисци (Taurisci), северно и источно племена Боји (Boii), Херкунијати (Hercuniates) и Ерависци (Eravisci), а јужно племена Варкијани (Varciani) и Латоби.